# 오하이오주도 제39호선

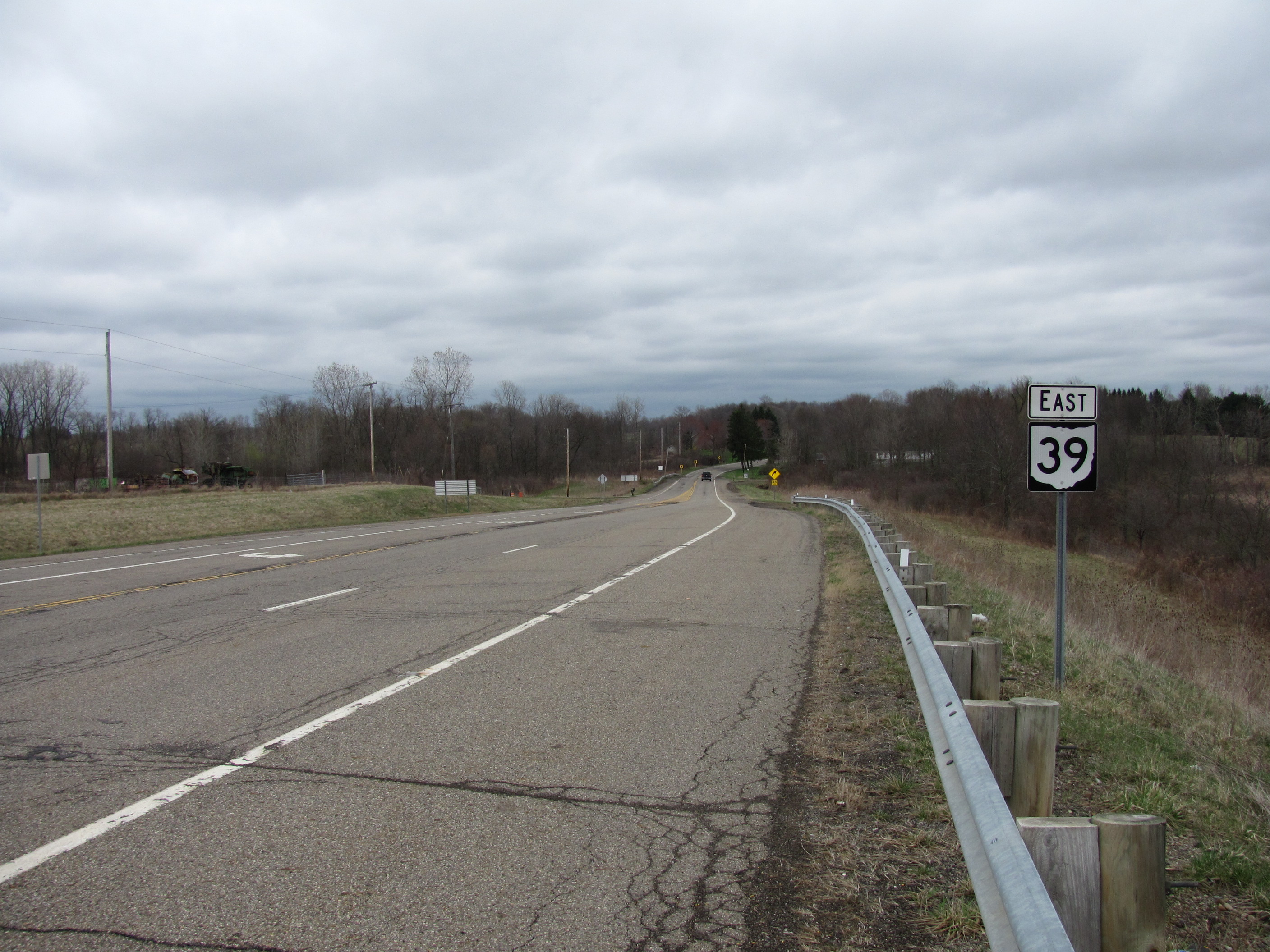
맨스필드 동쪽 부근으로 지나가고 있는 39번 오하이오주도의 모습.

오하이오주도 제39호선(Ohio State Route 39)은 오하이오주의 뉴워싱턴에서 펜실베이니아주의 경계선과 인접해 있는 이스트리버풀까지 이어주는 주도로, 총 연장은 약 154.28마일의 거리를 가지고 있어, 7개의 군 지역을 통과하고 있다. 기점인 뉴워싱턴에서는 오하이오주도 제103호선과 직접 접촉하고 있으며, 종점인 이스트리버풀에서는 펜실베이니아주도 제68호선과도 접촉한다.

## 통과하고 있는 군
- 크로퍼드군
- 리칠랜드군
- 애슐랜드군
- 홈스군
- 투스카라와스군
- 캐럴군
- 컬럼비아나군

## 접촉하고 있는 도로

### 주간고속도로
- 주간고속도로 제71호선
- 주간고속도로 제77호선

### 일반 국도
- 국도 제30호선
- 국도 제42호선
- 국도 제62호선
- 국도 제250호선

### 주도
- 오하이오주도 제103호선
- 오하이오주도 제98호선
- 오하이오주도 제598호선
- 오하이오주도 제96호선
- 오하이오주도 제61호선
- 오하이오주도 제13호선
- 오하이오주도 제545호선
- 오하이오주도 제430호선
- 오하이오주도 제603호선
- 오하이오주도 제511호선
- 오하이오주도 제95호선
- 오하이오주도 제3호선
- 오하이오주도 제60호선
- 오하이오주도 제179호선
- 오하이오주도 제514호선
- 오하이오주도 제754호선
- 오하이오주도 제83호선
- 오하이오주도 제241호선
- 오하이오주도 제557호선
- 오하이오주도 제515호선
- 오하이오주도 제93호선
- 오하이오주도 제516호선
- 오하이오주도 제211호선
- 오하이오주도 제800호선
- 오하이오주도 제416호선
- 오하이오주도 제259호선
- 오하이오주도 제212호선
- 오하이오주도 제542호선
- 오하이오주도 제43호선
- 오하이오주도 제9호선
- 오하이오주도 제524호선
- 오하이오주도 제644호선
- 오하이오주도 제164호선
- 오하이오주도 제7호선
- 오하이오주도 제45호선
- 오하이오주도 제11호선
- 펜실베이니아주도 제68호선